# Francisco de Salamanca (reixer)
Francisco de Salamanca (nascut a Salamanca al segle XV) va ser un monjo cartoixà i dominic castellà, destacat pel seu treball com a enreixador, i considerat l'introductor del balustre als enreixats castellans. De jove va ingressar a l'Orde de la Cartoixa, i el 1493 va canviar la seva religió a l'Orde dels Predicadors, realitzant en ambdues etapes multitud de treballs d'enreixat. Va formar taller escola al Convent de San Esteban de Salamanca, al convent de San Pablo de Valladolid, al monestir de Santo Tomás d'Àvila i a Sevilla, destacant entre els seus deixebles Pedro Delgado, el seu nebot, fra Juan de Ávila, Bartolomé de Jaén i Antonio de Palencia.

## Obres

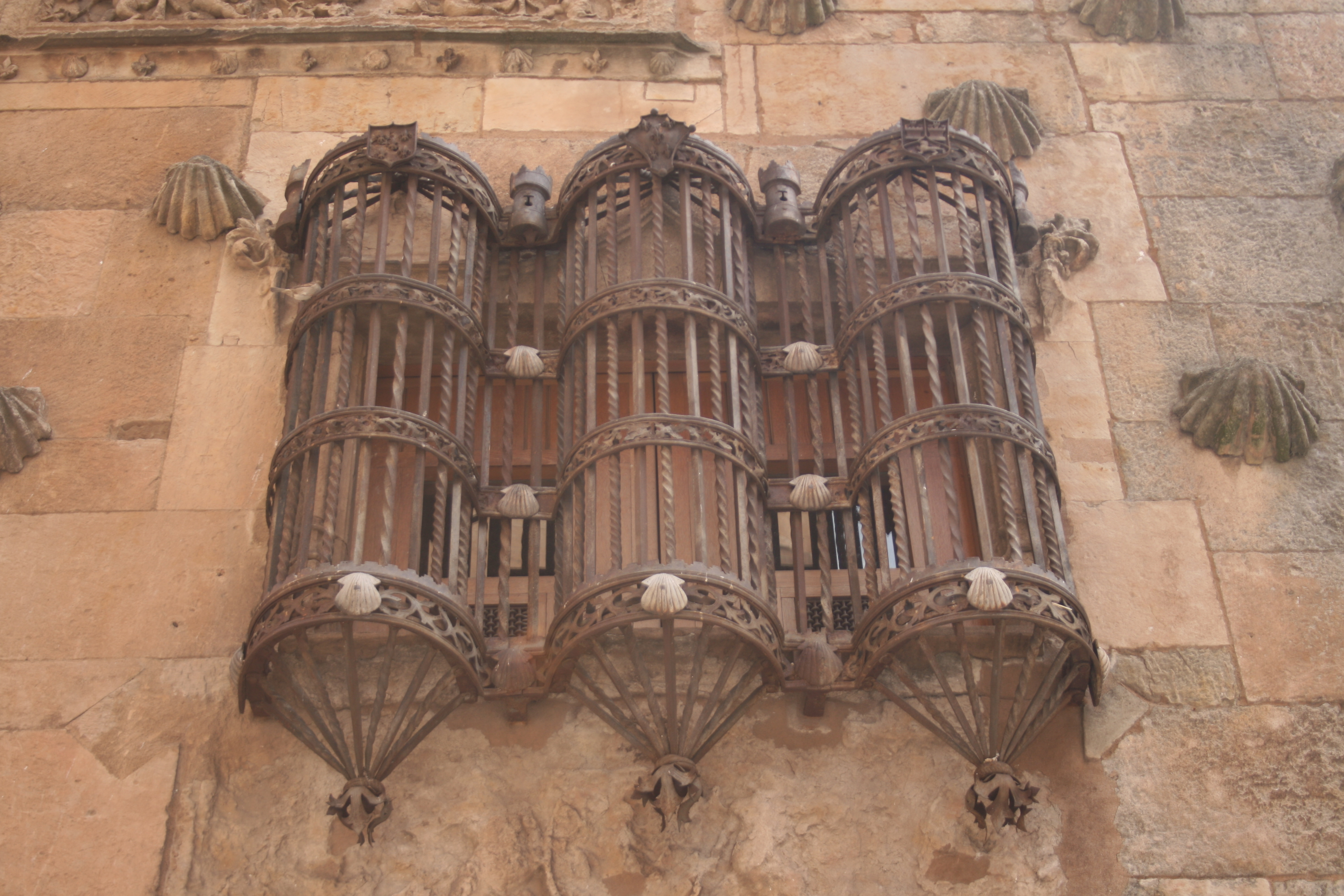
Reixa a la Casa de las Conchas de Salamanca, obra de fra Francisco de Salamanca.

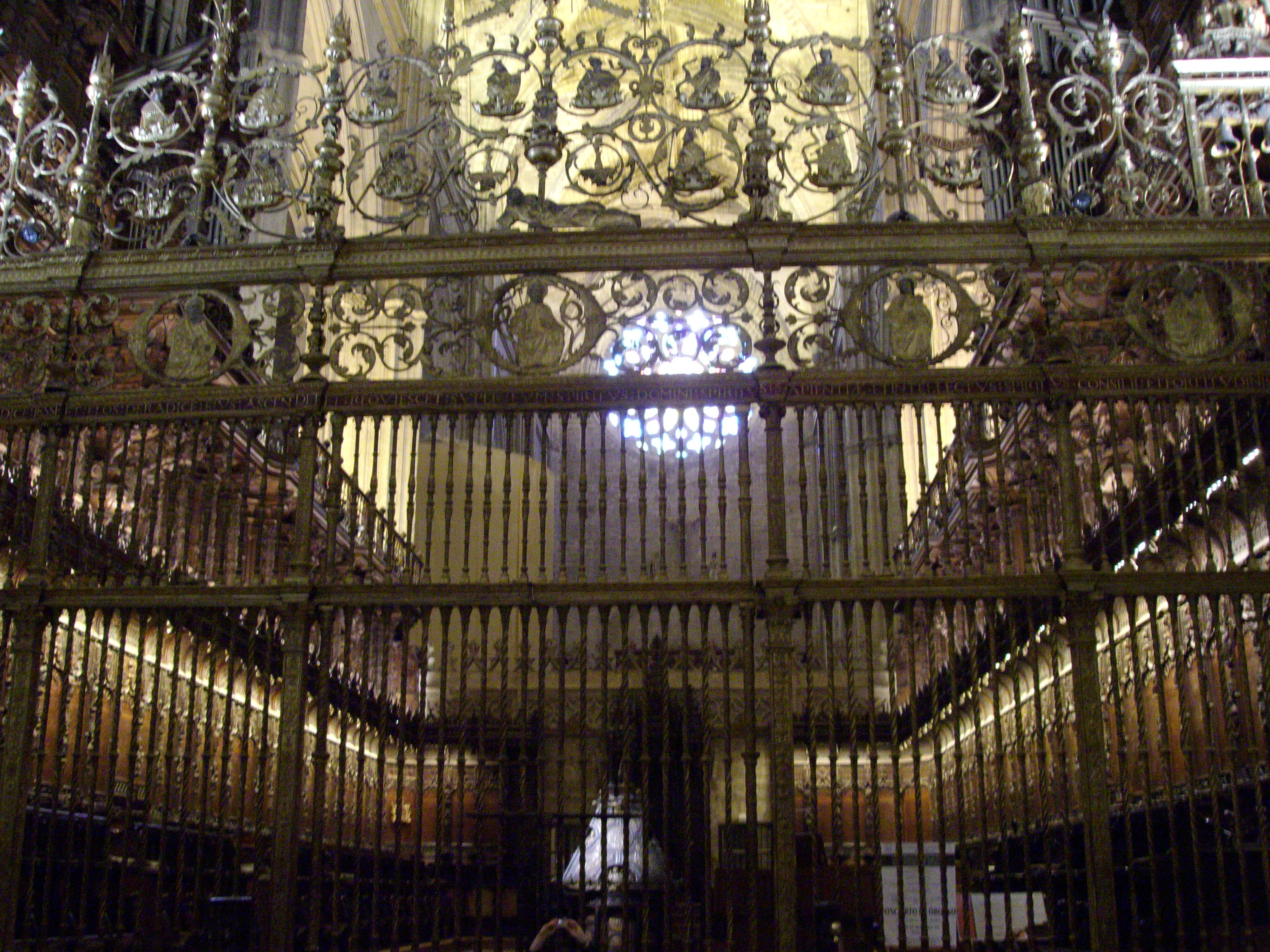
Reixa de la capella major de la catedral de Sevilla, realitzada per Salamanca entre 1518 i 1529.

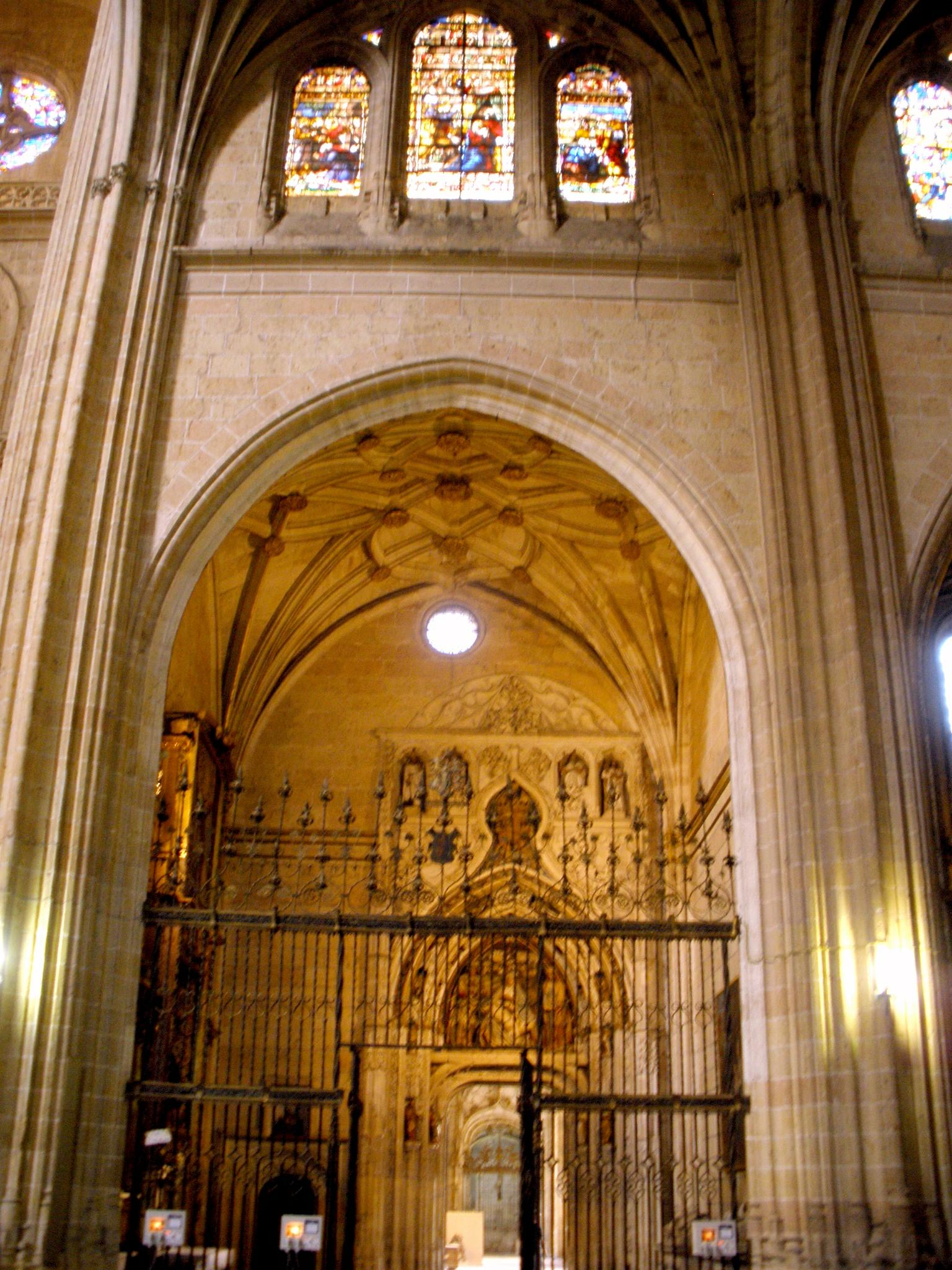
Reixa de la capella del Santísimo Cristo del Consuelo, a la catedral de Segòvia.

- Reixes del sepulcre de Joan II i Isabel de Portugal a la cartoixa de Miraflores (Burgos), realitzades el 1493.[1]

- Rellotge per una capella de la Universitat de Salamanca, realitzat a Àvila a partir de 1503.[2]
- Reixa de la capella major del Monestir de Guadalupe (Càceres), acabada el 1514.
- Reixa de la capella major de la catedral de Sevilla, construïda entre 1518 i 1529.
- Reixa del cor de la catedral de Sevilla, realitzada el 1523.
- Reixa de la capella de la Gamba de la catedral de Sevilla.
- Dos púlpits de ferro daurat situats als laterals de la reixa de la capella major de la catedral de Sevilla, realitzats entre 1527 i 1532.
- Reixes de les finestres de la Casa de las Conchas de Salamanca.[1]
- Reixa de la capella de San Isidro i de la capella del Baptisme, ambdues a la catedral de Palència.
- Reixa de la capella de l'Assumpció de l'església de San Pedro de Villaescusa de Haro (Cuenca).
- Reixa per la capella major de l'antiga catedral de Santa María de Segòvia el 1515, actualment ubicada a la capella de la Pietat de l'actual catedral de Segòvia. Fou dibuixada al segle xix per Daniel Zuloaga, i copiada pel reixer Ángel Pulido a Orduña (Biscaia).[3]
- Reixa pel cor de l'antiga catedral de Segòvia, el 1515. Actualment és ubicada a la capella del Santíssim Crist del Consol de la catedral de Segòvia.[4]
- Reixa al monestir de Santa María de El Paular a Rascafría (Madrid).
- Reixa pel sepulcre d'Alonso Fernández de Madrigal a la catedral d'Àvila, conjuntament amb fra Juan de Ávila.[1]